# Hrabstwo Jennings

Piramida wieku hrabstwa

Hrabstwo Jennings (ang. Jennings County) – hrabstwo w stanie Indiana w Stanach Zjednoczonych.

## Geografia
Według spisu z 2010 roku obszar całkowity hrabstwa obejmuje powierzchnię 378,34 mili2 (979,9 km²), z czego 376,58 mili2 (975,34 km²) stanowią lądy, a 1,76 mili2 (4,56 km²) stanowią wody. Według szacunków United States Census Bureau w roku 2012 miało 28 161 mieszkańców. Jego siedzibą administracyjną jest Vernon.

### Miasta
- North Vernon
- Vernon

### CDP
- Butlerville
- Country Squire Lakes
- Scipio
- Hayden